# S105 (Amsterdam)
De S105 (stadsroute 105) is een verkeersweg in de Nederlandse gemeente Amsterdam. De S105 verbindt de stadsdelen Nieuw-West en West met het centrum van Amsterdam (S100).
De S105 begint bij het kruispunt van de Burgemeester Röellstraat met de Slotermeerlaan in de wijk Slotermeer. De spoorlijn Amsterdam Centraal - Schiphol en metrolijn 50 worden ter hoogte van metrostation Jan van Galenstraat onderlangs gepasseerd, om daarna over de Ring A10 te gaan. De S105 vervolgt zijn weg door De Baarsjes richting het centrum en eindigt op de centrumring S100 (Nassaukade).
De stadsroute volgt grotendeels het plan van radiaalroutes de stad uit. Het originele plan omvatte ook het traject Rozengracht en Marnixstraat, maar die laatste straat bleek te krap. De route eindigt nu op de Nassaukade. In verband met die geplande route ligt aan het uiteinde van S105 een verhoudingsgewijs veel te brede Raampoortbrug, die nog uit de periode van de oorspronkelijk planning stamt.
De S105 was tijdens de eerste jaren een van de belangrijkste aanvoerroutes van de Centrale Markthallen en stond te boek als een van de wegen in Amsterdam met de hoogste luchtvervuiling. De ingang van de Markthallen werd verplaatst naar de Haarlemmerweg (S103) en de Jan van Galenstraat werd vrachtwagenluw gemaakt. Een obstakel in de weg is voorts de kruising met de Admiraal de Ruijterweg, alwaar een woonblok ver buiten de gangbare rooilijn is neergezet en zo een engte in de straat veroorzaakt.
Ringweg A10 (Ringweg-West, -Noord / -Oost / -Zuid)

Overige autosnelwegen:
voorheen Muiderstraatweg (A1) · 
Utrechtseweg (A2) · 
Haagseweg (A4) · 
Westrandweg (A5) · 
Coentunnelweg (A8) ·
Gaasperdammerweg (A9)

Stadsroutes:
S100 ·
S101 ·
S102 ·
S103 ·
S104 ·
S105 ·
S106 ·
S107 ·
S108 ·
S109 ·
S110 ·
S111 ·
S112 ·
S113 ·
S114 ·
S115 ·
S116 ·
S117 ·
S118

Overige wegen:
Gooiseweg ·
Haarlemmerweg ·
Nieuwe Leeuwarderweg ·
Nieuwe Utrechtseweg

Knooppunten:
Amstel ·
Coenplein ·
De Nieuwe Meer ·
Holendrecht ·
Watergraafsmeer